# Science-Fiction-Jahr 1852
Übersicht

◄◄ | ◄ | 1848 | 1849 | 1850 | 1851 | Science-Fiction-Jahr 1852 | 1853 | 1854 | 1855 | 1856 | ► | ►►

Weitere Ereignisse

## Geboren
- Hermann Heinrich
- Adolf Schafheitlin († 1917)
- Friedrich Wilhelm Stehlich
- Arthur Zapp († 1925)